# Subkowy (gmina)
Subkowy – gmina wiejska w województwie pomorskim, w powiecie tczewskim. W latach 1975–1998 gmina położona była w województwie gdańskim.
W skład gminy wchodzi 11 sołectw: Brzuśce, Gorzędziej, Mała Słońca, Mały Garc, Narkowy, Radostowo, Rybaki, Subkowy, Waćmierz, Wielgłowy, Wielka Słońca
Siedzibą gminy jest wieś Subkowy.
Według danych z 30 czerwca 2004 gminę zamieszkiwało 5188 osób.

## Struktura powierzchni
Według danych z roku 2002 gmina Subkowy ma obszar 78,22 km², w tym:
- użytki rolne: 78%
- użytki leśne: 11%

Gmina stanowi 11,21% powierzchni powiatu.

## Demografia

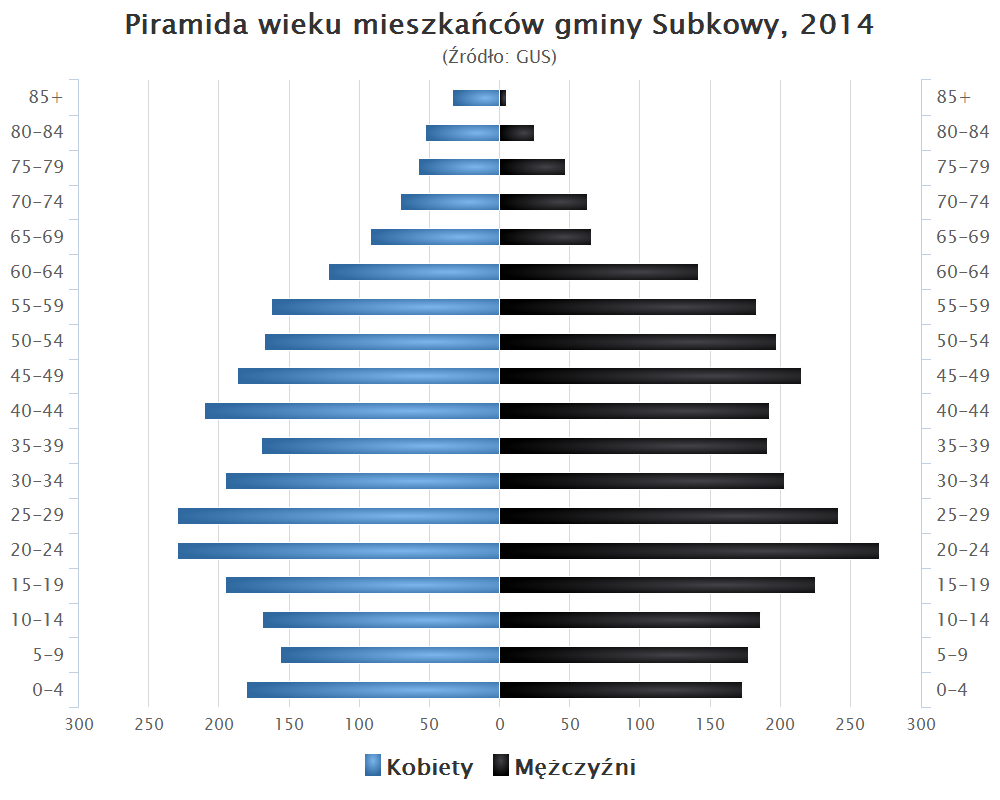
Piramida wieku mieszkańców gminy Subkowy w 2014 roku

Dane z 30 czerwca 2004:
| Opis                              | Ogółem | Ogółem | Kobiety | Kobiety | Mężczyźni | Mężczyźni |
| --------------------------------- | ------ | ------ | ------- | ------- | --------- | --------- |
| jednostka                         | osób   | %      | osób    | %       | osób      | %         |
| populacja                         | 5188   | 100    | 2532    | 48,8    | 2656      | 51,2      |
| gęstość zaludnienia (mieszk./km²) | 66,3   | 66,3   | 32,4    | 32,4    | 34        | 34        |

## Miejscowości niesołeckie
- Bukowiec, Małe Subkowy, Mały Gorzędziej, Pastwiska, Płaczewo, Starzęcin, Subkowskie Pole, Subkowy Dworzec

## Sąsiednie gminy
Miłoradz, Pelplin, Starogard Gdański, Tczew

## Miasta partnerskie
- Niemcy Heemsen